# Піхлиці
Піхлиці (пол. Pichlice) — село в Польщі, у гміні Сокольники Верушовського повіту Лодзинського воєводства.
Населення — 491 особа (2011).
У 1975-1998 роках село належало до Каліського воєводства.

## Демографія
Демографічна структура станом на 31 березня 2011 року:
|          | Загалом | Допрацездатний вік | Працездатний вік | Постпрацездатний вік |
| -------- | ------- | ------------------ | ---------------- | -------------------- |
| Чоловіки | 243     | 51                 | 172              | 20                   |
| Жінки    | 248     | 53                 | 132              | 63                   |
| Разом    | 491     | 104                | 304              | 83                   |